# Carlsbad Santa Fe Depot
Carlsbad Santa Fe Depot  es un edificio histórico ubicado en Carlsbad en el estado estadounidense de California. Carlsbad Santa Fe Depot se encuentra inscrito  en el Registro Nacional de Lugares Históricos desde el 30 de septiembre de 1993. Fred R. Perris fue el arquitecto quién diseñó Carlsbad Santa Fe Depot.

## Ubicación
Carlsbad Santa Fe Depot se encuentra dentro del condado de San Diego en las coordenadas 33°09′34″N 117°20′55″O / 33.159444, -117.348611.